# Ouragan Fabian
L'ouragan Fabian fut un ouragan capverdien qui s'est formé le 25 août 2003. Il s'est déplacé vers l'ouest-nord-ouest et atteignit des vents de 230 km/h et une pression de 939 hPa, soit la catégorie 4, le 1er septembre. Il tourna ensuite vers le nord-ouest. Le 5 septembre, Fabian frappa les Bermudes en tant qu'ouragan de catégorie 3. Le mur de l'œil de l'ouragan passa directement sur l'île et causa des dégâts importants sans que l'œil lui-même ne touche terre. Lorsqu'il est passé au-dessus du secteur sud-est des Grands Bancs de Terre-Neuve, Fabian était un ouragan de catégorie 1 avec des vents de 130 km/h mais devint un cyclone extratropical le 8 septembre.
Fabian fut responsable de huit morts et a causé des dommages estimés à 300 millions $US (de 2003) aux Bermudes. Il fut le plus important ouragan depuis la saison 1963 et le pire que ce pays ait connu depuis 1926. On n'a pas enregistré de données sur place dans les eaux canadiennes durant son passage, toutefois le modèle de résonance des vagues de tempête du Centre canadien de prévision d'ouragan conclut à des lames de hauteur de plus de 20 mètres à la limite des eaux canadiennes. Dans le secteur où les vagues étaient les plus fortes, le navire Pacific Attitude a coulé, faisant trois morts.

## Situation météorologique
Le 25 août, une onde tropicale émergea au large de la côte africaine et se dirigea vers l'ouest. De la convection s'est développée en son centre conduisant à des conditions favorables à la cyclogénèse tropicale. Ce système est passé sur les îles du Cap-Vert un peu plus tard le 26 alors que la convection diminuait, mais tôt le 27 la convection et son organisation s'intensifia de telle sorte qu'en fin de journée, l'onde était devenue la dépression tropicale Dix. Cette dernière se situait à 675 km à l'ouest des îles du Cap-Vert, au-dessus d'une mer très chaude et dans une circulation atmosphérique avec un faible cisaillement des vents en altitude. à cause de ces conditions favorables, la dépression est devenue la tempête tropicale Fabian le 28 août, montrant des signes d'intensification de bandes d'orages concentriques.
Les bandes de convections et leurs fronts de rafales ont continué leur intensification autour de Fabian pour former un cercle bien défini et le 30 août, le système est devenu l'ouragan Fabian. Ce dernier ralentit sa progression vers l'ouest-nord-ouest à mesure que son organisation se précisait et forma un œil au centre de la convection la plus intense. Son développement rapide lui permit d'atteindre le statut d'ouragan majeur plus tard ce jour-là.
La convection est devenue très intense et concentrique autour de l'œil de 18,5 km de diamètre et les vents de force de tempête s'étendirent jusqu'à 200 km/h du centre le 31 août. À ce moment-là, la convection la plus profonde près de l'œil se dégrada et Fabian marqua une pause de son intensification mais elle reprit le même jour lorsque l'œil redevint bien défini et rond à l'intérieur de son cercle de convection. Le front de rafales continua de s'étendre autour de l'ouragan et Fabian atteignit la catégorie 4 de l'échelle de Saffir-Simpson en fin de journée le 31 août. Les orages près du mur de l'œil devinrent plus intenses et leur sommet beaucoup plus froid. En même temps, le front de rafale extérieur devint plus symétrique. Ces deux indices étant caractéristiques d'un cyclone tropical en intensification. Fabian atteignit son intensité maximale le 1er septembre, avec des vents de 230 km/h, à 555 km à l'est de la partie nord des Petites Antilles.
Fabian resta à la même intensité durant douze heures puis commença à s'affaiblir lors de fluctuations internes. Il tourna au nord-ouest le 2 septembre grâce à un affaiblissement de la crête anticyclonique subtropicale due à col dans la circulation atmosphérique supérieure. Après être resté de catégorie 3 un certain temps, Fabian se réintensifia temporairement le 4 septembre à la catégorie 4. Tout en poursuivant son chemin vers les Bermudes, il accéléra mais perdit de son intensité à l'approche d'un creux barométrique d'altitude. Des poches d'air sec commencèrent à s'infiltrer dans le mur de l'œil pour l'affaiblir encore plus lors de son passage à 23 km à l'ouest des Bermudes le 5 septembre. Il avait alors des vents de 180 km/h ce qui le classait toujours dans la catégorie 3.
La portion est du mur de l'œil de l'ouragan passa sur l'île, constituant une frappe directe, mais le centre passa au large et techniquement parlant Fabian ne toucha jamais terre. Il poursuivit ensuite son chemin vers le nord-est et ses vents tombèrent à 170 km/h le 7 septembre pour le ramener à la catégorie 2. Entrant dans une zone de cisaillement des vents plus importante, des eaux plus froides et une masse d'air plus sèche, il continua son affaibilissement. Le 8 septembre, à 1 095 km au nord-est de Cape Race (Terre-Neuve, Canada), Fabian devint un cyclone extratropical (dépression des latitudes moyennes) ayant perdu sa convection profonde près de son centre. La dépression résultante tourna vers le nord le 9 septembre et fusionna avec un système dépressionnaire entre la pointe sud du Groenland et l'Islande le 10.

## Préparations

Ouragan Fabian juste au sud des Bermudes

Les modèles de prévision numérique du temps prévoyaient plusieurs jours avant l'arrivée de Fabian que l'ouragan passerait 320 km à l'ouest de l'île grâce à la présence d'un anticyclone dans le secteur. Le service météorologique des Bermudes mentionnait dans ses bulletins que Fabian donnerait des vents et des pluies fortes mais pas encore de force d'ouragan. Cependant, les bulletins suivants révisèrent graduellement la trajectoire du cyclone. Trente-cinq heures avant l'arrivée de Fabian, le service météorologique émis sa première veille météorologique pour les Bermudes. Quand la trajectoire se précisa, l'alerte cyclonique fut lancée vingt-neuf heures avant son passage
La compagnie de distribution d'électricité des Bermudes recommanda aux résidents de s'approvisionner en chandelles, piles, nourritures non périssable et autres nécessités. Elle mentionna de remplir leurs baignoires d'eau et de remplir leurs réservoirs d'essence. En conséquence les lignes aux stations services, banques et supermarchés furent longues,
. Tous les bureaux gouvernementaux, les écoles et la plupart des commerces fermèrent leurs portes la veille de l'arrivée de Fabian. Les autorités ouvrirent des refuges, recommandant à 2 000 résidents des basses terres d'évacuer. Un hôtel de la partie sud de l'île principale fut également évacué.
Tous les vols, vers et depuis les Bermudes, furent annulés et plusieurs navires de croisière partirent plus tôt pour se réfugier au large. Plusieurs événements sportifs furent annulés ou remis, incluant un match de cricket, un de football (soccer) et l'arrivée d'une course de dinghy
Les compagnies d'assurances notèrent une poussée d'appels pour renouvellement de polices ou signatures de nouvelles. Cependant, tout achat de nouvelle police pour navire avait déjà été suspendu plusieurs jours avant l'arrivée de Fabian.

## Impact
| Région           | Morts directs |
| ---------------- | ------------- |
| Bermudes         | 4             |
| Grands Bancs     | 3             |
| Caroline du Nord | 1             |
| Total            | 8             |

### Caraïbes
Fabian causa une onde de tempête qui déferla sur Antigua et Barbuda, causant de légers dommages à certains bateaux. Les vagues et la marée haute ont également causé de l'érosion des plages de la côte nord de Puerto Rico ainsi que des dégâts estimés à 30 000 $US de 2003 sur le site de construction d'Ocean Park. Finalement, en République dominicaine, les vagues de 2,4 mètres et les vents ont gardé les navires dans les ports et plusieurs familles de Nagua furent évacuées.

### Bermudes

Fabian près des Bermudes

Les vents les plus forts ont duré entre trois et quatre heures avec un vent moyen sur dix minutes de 195 km/h et une rafale maximale de 264 km/h selon Bermuda Harbour Radio. Les vents ont diminué à 95 km/h quand la portion est du mur de l'œil est passée sur les Bermudes,. Cependant, l'accumulation de pluie ne fut que de 46,2 mm à cause du passage rapide de Fabian.
Les vents, et plusieurs tornades non confirmées, ont causé des dommages étendus aux arbres, maisons, toits et lignes électriques plongeant 78 % de la clientèle de l'île principale dans le noir. La zone la plus touchée fut dans la paroisse de Warwick où un résident mentionne que « trop de toits s'envolèrent pour les compter ». Au total, les dégâts de toutes sortes s'élevèrent à environ 300 millions $US (2003).
L'onde de tempête dépassa 3 mètres. Elle isola deux automobiles sur la chaussée qui relie la paroisse de Saint-Georges et l'île Saint-David (la Causeway). Dans l'une d'elles se trouvaient trois policiers et dans l'autre un résident des Bermudes. Les pompiers tentèrent de les secourir mais de puissantes vagues les jetèrent dans les eaux du port de Castle Harbour. La police bermudienne et la United States Coast Guard recherchèrent des survivants malgré la tempête mais ne retrouvèrent qu'un des véhicules et un corps,. Malgré la furie de Fabian, la population était bien préparée et on ne compte que ces quatre morts et neuf autres blessés mineurs.
De grosses vagues ont déferlé durant des jours avant l'arrivée de Fabian sur la côte sud des îles, causant de dangereux courants qui emportèrent deux nageurs. Ces derniers furent secourus et les autorités émirent immédiatement une interdiction de baignade. Les vagues ont atteint de 7 à 10 mètres lors du passage de l'ouragan et causèrent une forte érosion des côtes, surtout celles du sud. Cinq navires nolisés furent renversés par les vagues et d'autres projetés sur les récifs
. Le propriétaire d'un bateau qui rompit ses amarres à Spanish Point, essaya avec deux autres personnes de le sauver. Après avoir affronté des vagues de 6 mètres, qui ballottèrent le navire comme une brin de paille, ils arrivèrent sains et saufs à Hamilton Harbour. Un mur côtier dans ce dernier port s'écroula et perturba le trafic maritime. La chaussée, site des quatre morts, a été grandement endommagée par les vagues et les vents.

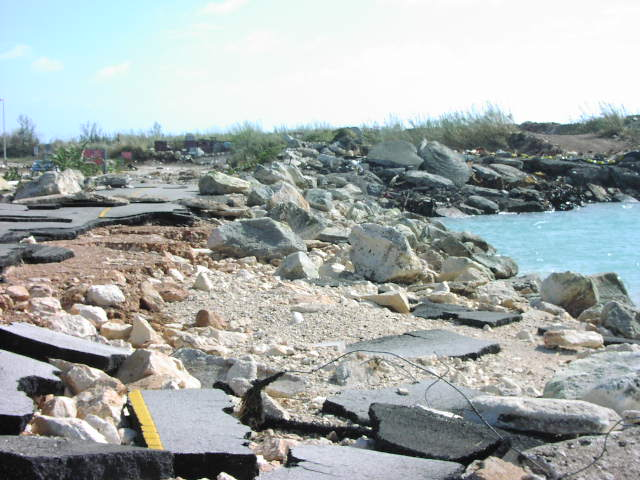
Route vers l'aéroport international des Bermudes rendue impraticable

Les vents ont également endommagé plusieurs bâtiments patrimoniaux comme la House of Assembly (siège du gouvernement), l'Hôtel de ville de Hamilton et l'ancien quartier-général des forces armées. L'aéroport international des Bermudes a subi pour environ 15 millions $US (2003) de dommages à son terminal et autres bâtiments, ainsi qu'aux routes d'accès qui ont été emportées par l'onde de tempête, à son radar et système ILS. Les pistes ne souffrirent cependant pas et le trafic aérien a repris le lendemain du passage de Fabian afin de recevoir des vols d'aide. Les vols commerciaux ont repris trois jours plus tard afin de laisser le temps de sécuriser le terminal fortement endommagé par les vents et l'inondation d'un mètre d'eau de mer.
L'industrie touristique fut frappée avec cinq hôtels majeurs qui durent rester fermés durant une assez longue période pour réparations, un autre qui ne put offrir qu'un quart de ses chambres pendant les travaux et les terrains de golf subissant des dommages à leurs arbres et aux bâtiments. Les dommages à la flore et à la faune des îles furent importants,. En particulier, dix des soixante-dix nids des pétrels des Bermudes, une espèce en danger, furent détruits durant leur absence. Les résidents des îles se dépêchèrent de les restaurer.

### Ailleurs
Bien qu'après les Bermudes, Fabian soit resté au large, il a quand même causé quatre fatalités additionnelles. La houle produite par l'ouragan donna des courants dangereux et des vagues importantes le long de la côte est des États-Unis, surtout en Caroline du Nord. Ces conditions propices au surf ont attiré plusieurs baigneurs et un homme s'est noyé près du Cap Hatteras lorsqu'il a été entraîné vers l'océan.
On n'a pas enregistré de données sur place lors de son passage dans les eaux canadiennes, toutefois le modèle de résonance des vagues de tempête du Centre canadien de prévision d'ouragan conclut à des lames de hauteur de plus de 20 mètres à la limite des eaux canadiennes dans la région de pêche des Grands Bancs au sud-est de Terre-Neuve. Dans le secteur où les vagues étaient les plus fortes, le navire Pacific Attitude a coulé, faisant trois morts.

## Épilogue

### Réparations
La compagnie d'électricité des Bermudes (Bermuda Electric Light Company) dut faire face aux routes coupées et aux débris laissés par Fabian. La priorité fut de redonner du courant aux hôpitaux puis aux hôtels, source d'une bonne partie de l'économie. Deux jours après la tempête, 11 000 résidents avaient retrouvé le courant mais le rétablissement complet prit jusqu'à trois semaines. Les travaux ne furent pas aidés par le passage des restes de la tempête tropicale Henri. Elle ne frappa pas les Bermudes directement mais laissa des quantités de pluie importantes. Le réseau était encore fragile après les réparations d'urgence ce qui mena à un plan d'améliorations dès octobre 2003.
Les télécommunications furent affectées par la perte de courant et les vents. Bien qu'une station d'urgence existait pour faire face à ce genre de situation, l'ouragan causa des dommages à sa génératrice d'urgence. Les dommages aux routes ont isolé certaines communautés, en particulier la chaussée entre la paroisse de Saint-Georges et l'île Saint-David (la Causeway) qui fut coupée de sérieux dommages. Elle fut rouverte partiellement après trois jours à une seule voie mais il fallut attendre novembre pour que les réparations soient complétées. Durant les travaux, la chaussée était fermée la nuit, lors de fortes pluies ou de vents de plus de 48 km/h.
Même après la reconstruction des nids de pétrels par des volontaires, le gouvernement bermudien décida de les transférer dans un site plus sécuritaire, soit l'îlot de Nonsuch Island, et deux ans après Fabian le nombre d'oiseaux était plus élevé qu'avant la tempête.

### Aide
XL Capital Ltd., une compagnie financière basée aux Bermudes, envoya 250 grandes toiles pour tente, 10 génératrices et une grande quantité de cordes. World Vision, une ONG, et le gouvernement américain offrirent également leur assistance. L'organisation des compagnies électriques des Caraïbes envoya plus de vingt électriciens afin d'aider la Bermuda Electric Light à rétablir le courant. Le Royaume-Uni offrit d'envoyer deux navires de la Royal Navy remplis d'aide : tentes, nourriture non périssable, couvertures, etc. Le Premier ministre des Bermudes, William Alexander Scott, remercia le gouvernement britannique mais déclina l'offre, croyant que son pays pouvait s'en tirer lui-même.
Les autorités estimaient que les destructions à la végétation prendraient plusieurs décennies à disparaître. La South Carolina Maritime Heritage Foundation et les scouts américains offrirent leur aide à la reforestration et plantèrent 1 000 buis.

### Retrait de Fabian
Le nom Fabian fut retiré des listes futures, au printemps 2004, à cause de ses destructions aux Bermudes. Le service météorologique des Bermudes demanda aux résidents des îles de lui donner des suggestions de noms de remplacement pour la liste de 2009 qui était déjà publiée. Le service reçu plus de trente noms faciles à prononcer dont Forrest, Felix et même Frodo, le personnage dans Le Seigneur des anneaux. Il envoya trois suggestions de remplacement à l'Organisation météorologique mondiale : Ford, Fred et Flynn. L'OMM a choisi Fred pour remplacer Fabian dans la liste de 2009,.

### Source
- (en) Cet article est partiellement ou en totalité issu de l’article de Wikipédia en anglais intitulé « Hurricane Fabian » (voir la liste des auteurs).